# Sadko (opera)

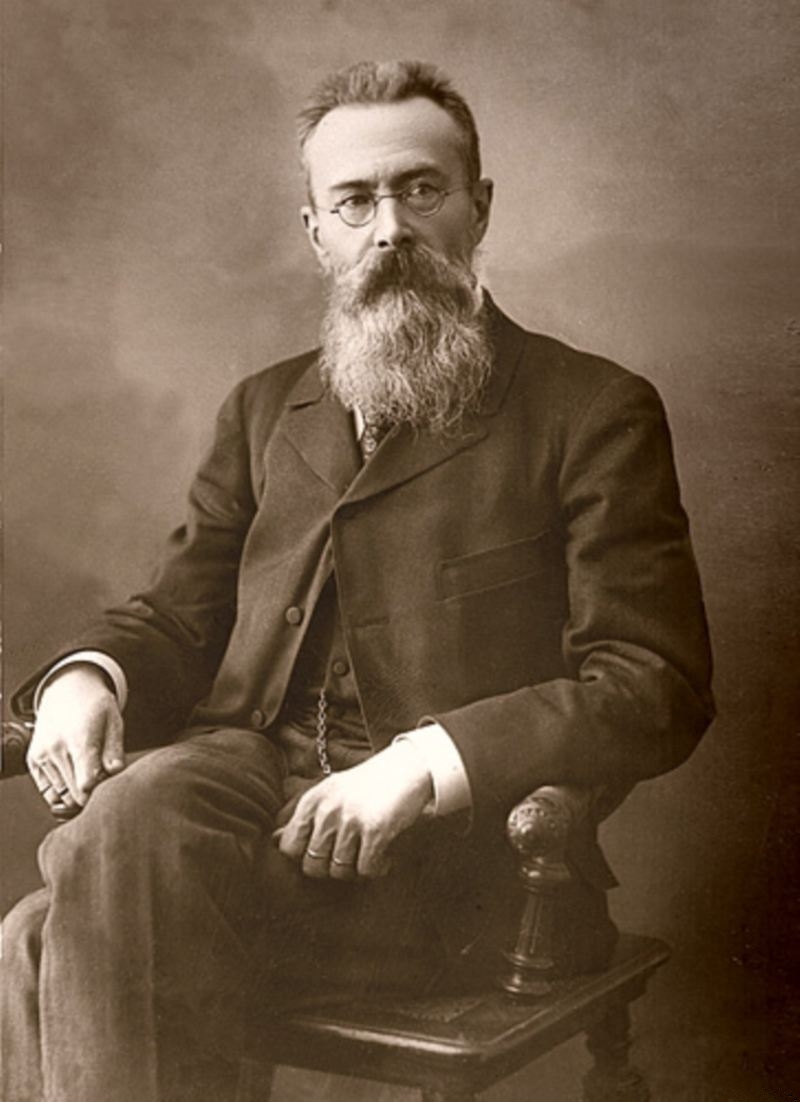
Nikolaj Rimskij-Korsakiv 1897

Sadko är en opera i sju scener med musik av Nikolaj Rimskij-Korsakov. Libretto är skrivet av tonsättaren och Vladimir Belskij i samarbete med Nikolaj Findeisen, Vladimir Stasov, Vasilij Jastrebsev och Nikolaj Sjtrup, efter ett anonymt ryskt hjälteepos (bylina) från medeltiden.

## Historia
Ett av Rimskij-Korsakovs tidigaste verk var den symfoniska dikten Sadko från 1869, och han fortsatte att syssla med stoffet som bygger på en rysk folksaga om den rike köpmannen Sadko, tills han 1895 blev bekant med historikern Belskij. De utarbetade librettot tillsammans. Uruppförandet den 7 januari 1898 anförtroddes ett privat operasällskap (Solidovnikovteatern) i Moskva, och trots föreställningens många svagheter blev Sadko en av Rimskij-Korsakovs största triumfer. Svensk premiär på Kungliga Teatern i Stockholm 17 november 1934.

## Personer
- Sadko, guslispelare och sångare i Novgorod (tenor)
- Ljubava/Lubava Buslajevna, hans hustru (mezzosopran)
- Najata, ung guslispelare från Kiev (alt)
- Forma Nasaritj, före detta ståthållare (tenor)
- Luka Sinovitj, nuvarande ståthållare (bas)
- Duda, gycklare (bas)
- Sopel, gycklare (tenor)
- Varjagern (baryton)
- Den indiske köpmannen (tenor)
- Den venetianske köpmannen (baryton)
- Okean, havskungen (bas)
- Volkova, hans yngsta och vackraste dotter (sopran)
- Uppenbarelsen, en mäktig sagohjälte i skepnad av en pilgrim (baryton)
- Två upptågsmakare (mezzosopraner)
- Två trollkarlar (tenorer)
- Borgare i Novgorod, handelsmän, sjömän, Sadkos följe, sjöjungfrur (kör)

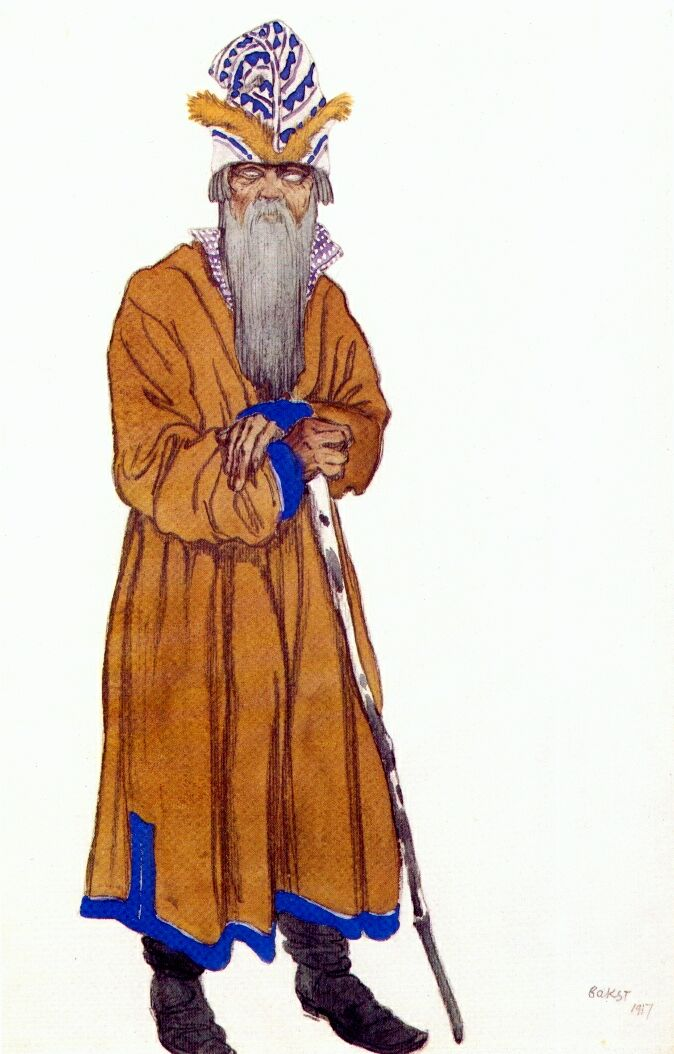
Kostymskiss till körmedlem i scen 7, ritad av Léon Bakst 1917.
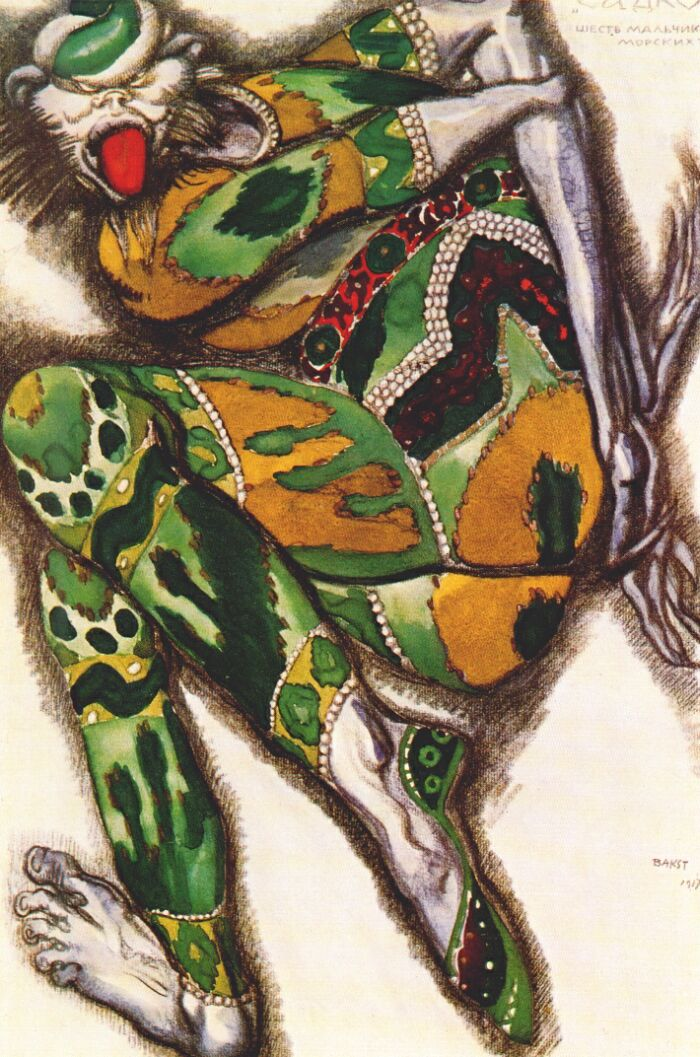
Scenskiss.
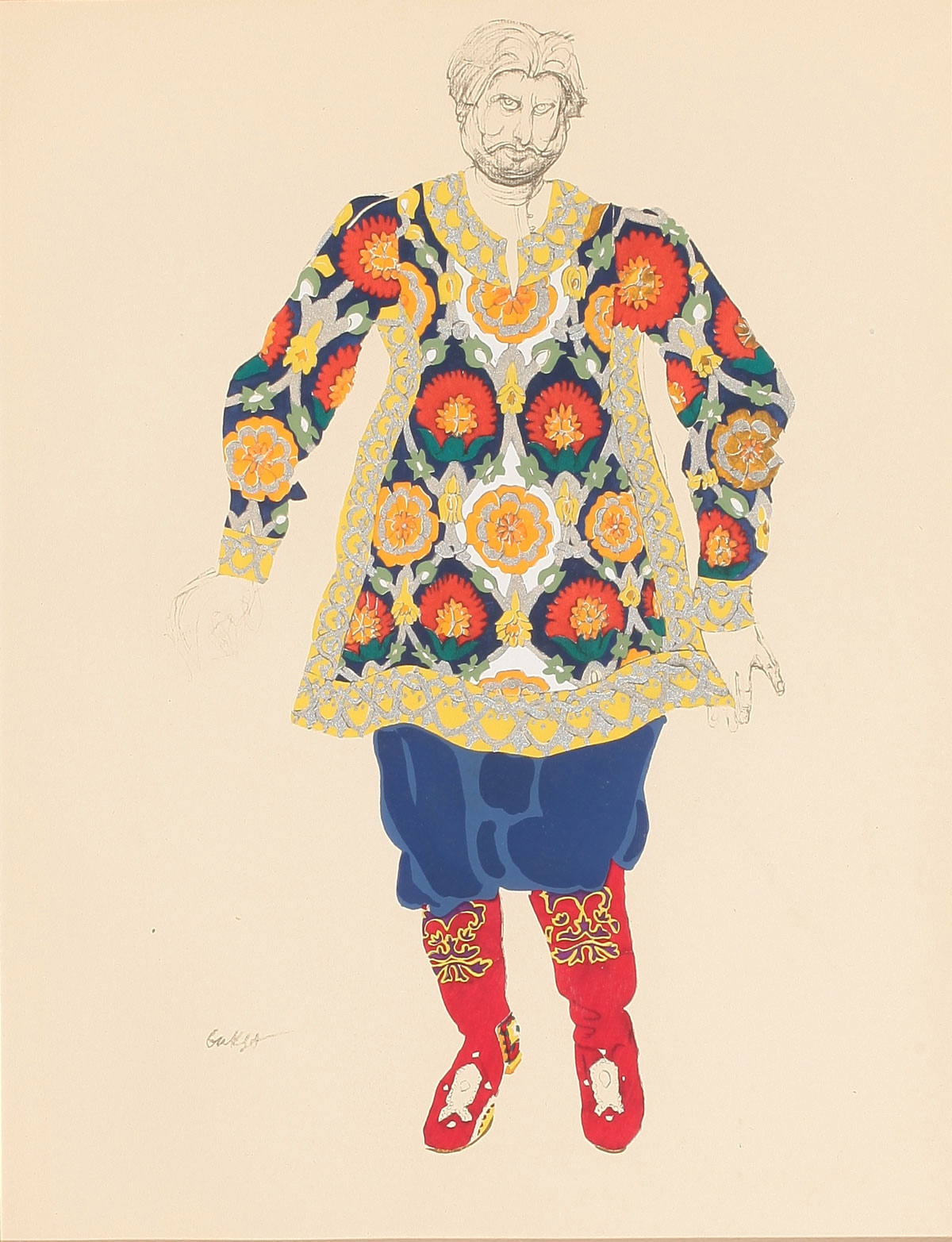
Scenkostym 1917.
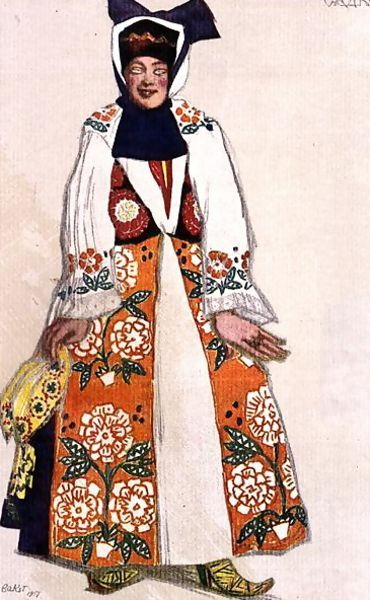
Scenkostym av Léon Bakst.
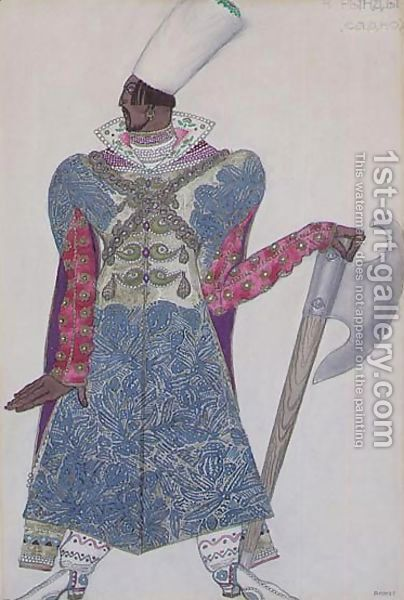
Havskungens livvakt.

## Handling
Novgorod, havet och havsdjupet, delvis sagotid, delvis historisk tid.
Scen 1.
Novgorods köpmansskrå håller gästabud. Guslispelaren Najata sjunger gamla visor om staden Kiev under stort bifall. Även gycklarna får sin lön, men guslispelaren Sadko jämför det inskränkta stadslivet med friheten ute på de vida haven. Då han uppmanas att sjunga Novogorods lov förklarar han att Novgorod borde sända ut sina fartyg på öppna havet och ta hem skatter från hela vida världen. Han blir utskrattad och känner sig sårad.
Scen 2.

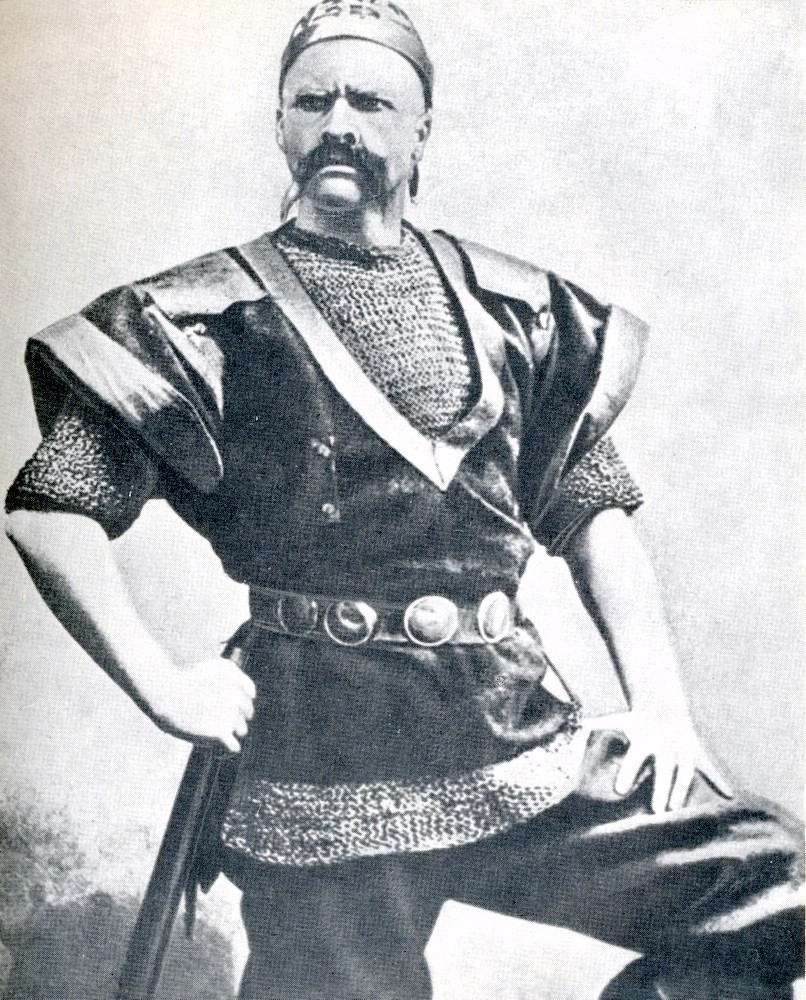
Basen Fjodor Sjaljapin som varjagen.

Ilmensjöns strand. Eftersom människorna inte vill lyssna, söker den kränkte Sadko tröst i naturen och får gehör hos sjöjungfrurna. Han sjunger så vackert att sjöns svanar förvandlar sig till unga kvinnor. Havskungens älsklingsdotter Volkova skänker honom sitt hjärta och tre gyllene fiskar. Hon spår att han skall resa till fjärran land där han kommer att vinna rikedom. Hon skall vänta troget på honom.
Scen 3.
Sadkos hus. Lubava väntar på sin make och fruktar att han har dragit ut på långresa igen och blir lycklig när han kommer hem. Men Sadko bryr sig inte om hennes kärlek och klagan. Hans håg står till havet och havsprinsessan.
Scen 4.
Novgorods hamn. De främmande köpmännen flockas på kajen i Novgorod. Sadko trotsar köpmännen. Han slår vad med köpmännen om att han kan fånga gyllene fiskar och satsar sitt huvud mot en förmögenhet. Han vinner vadet och blir rik. Han utrustar 30 skepp, hyr manskap och sätter ut till havs. Därefter ber han tre köpmän att beskriva sina länder. Först sjunger en viking om den stränga Norden och Nordsjön, därpå en indier om sitt hemlighetsfulla land och Indiska oceanen, och till sist beskriver en italienare Venedig och Medelhavet i en barkaroll. Sadko tilltalas mest av den tredje sången och drar till sjöss i sitt nya fartyg.
Scen 5.
Ute på det öppna havet. Tolv år har förflutit. Sadko har vunnit stora rikedomar och flottan skyndar hemåt. Endast Sadkos fartyg, som hindras av osynliga makter, ligger orörligt. Volkova kallar på Sadko och han inser att han måste offra till havskungen. Han lämnar sitt skepp, som sedan ger sig av utan honom. Havskungen drar ned Sadko i djupet.
Scen 6.
På havets botten. Sångaren hyllar havskungen och alla floderna och haven gläds och firar Sadkos bröllop med Volkova. Till sist blir dansen så vild att vågorna piskas upp. Naturkrafterna är i uppror, sänker skepp och försätter människorna i nöd. Plötsligt visar sig en gestalt och profeterar att havskungens tid är ute. Han bestämmer att Sadko måste vända hem och att Volkova skall förvandlas till en flod, som skall förbinda Novgorod med havet.
Scen 7.
Volkova och Sadko går ombord på ett snäckskal och reser till Novgorod. På Ilmensjöns strand tar havsprinsessan avsked av Sadko och förvandlas till en flod. Lubava återfår sin äkta make. Novgorods invånare jublar över floden och hälsar Sadko som naturens betvingare. Sadko gör invändningar och menar att han endast har vunnit havskungens gunst genom sin sång. Det är sagohjälten som skall äras. Sadkos ord överröstas av jublet från staden Novogord.

## Rimskij-Korsakov och havet
Familjen Rimskij-Korsakov har alltid haft en nära förbindelse med havet. En förfader till kompositören var marinofficer under tsar Peter den store och en ögrupp i Stilla Havet är uppkallad efter brodern Voin Rimskij-Korsakov som avancerade till konteramiral. Precis som den unge sångaren från Ilemnsjön drömde också Rimskij-Korsakov i sin ungdom om långa sjöresor. År 1867, när han var 22 år gammal, komponerade han den symfoniska dikten Sadko. När han 30 år senare skrev sin opera hämtade han den musikaliska gestaltningen av havet, havskungens musik och den stormiga bröllopsscenen från denna symfoniska dikt.

## Om operan

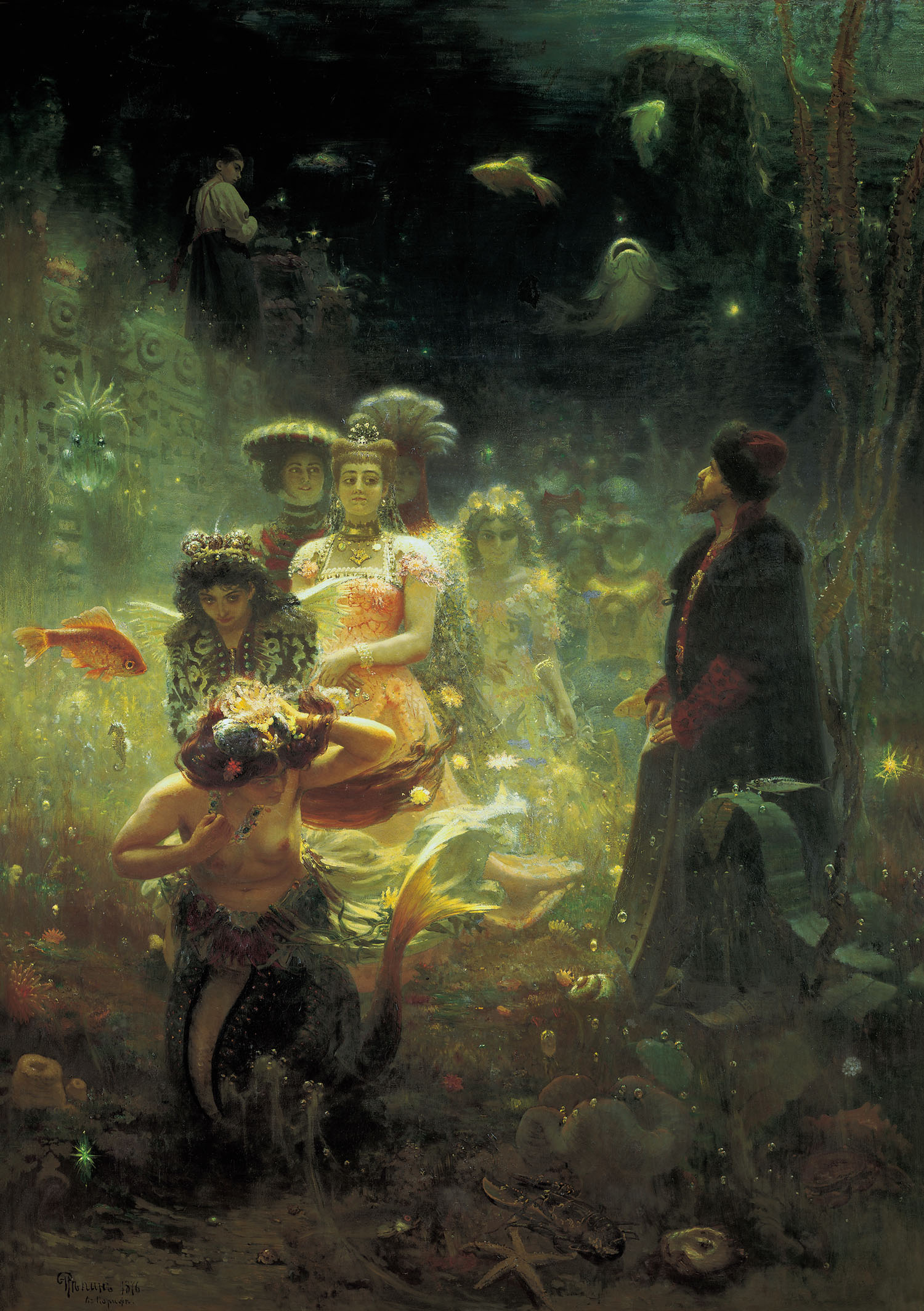
Sadko hos havguden, målning av Ilja Repin 1876.

Sadkos livsbana är en rysk framgångshistoria: Den medellöse sångaren längtar efter rikedom och ryktbarhet. Genom sin sångkonst vinner han allt detta och återvänder efter sina äventyrliga havsfärder lyckligt hem igen. Det skulle kunna vara menat att beskriva de framgångsrika handelsmännen, som inte ryggade tillbaka inför riskerna utan erövrade nya marknader i fjärran länder. Det skulle också kunna vara den framgångsrika människan, som utforskar de okända naturkrafterna och framgångsrikt består de prövningar som hon utsätts för. Båda föreställningarna förekommer i Rimskij-Korsakovs operor. Men den över 50 år gamle tonsättaren verkar främst ha varit intresserad av Sadkos konstnärliga bana. Rimskij-Korsakovs Sadko längtar inte efter materiella ting och inte heller efter kärlek, eftersom han i grund och botten känner sig väl tillfreds i sin hemstad och älskar sin unga hustru. Han drivs av konstnärens nyfikenhet, av längtan efter det fantastiska och främmande, och underbara riken öppnar sig för honom.
Rimskij-Korsakov har inte skapat något psykologiserande musikdrama av Sadkohistorien. Det finns till exempel ingen svartsjuka eller hat hos Sadkos hustru, som i tolv år troget väntar på honom. Novgorods invånare avundas inte Sadko hans plötsliga rikedom och de båda sångarna, Sadko och Najata, tävlar inte med varandra. Rimskij-Korsakov undviker också i alltför hög grad betona den sagohjälte som dyker upp i skepnad av en pilgrim och förkunnar slutet av havskungens makt. Sadko måste alltså inte återvända till sin hemstad och sin hustru därför att havskungens rike är hedniskt och ondskefullt eller därför att han genom sitt äktenskap med havsprinsessan har begått synden av bigami, utan därför att sångaren har sin plats bland Novogords befolkning. Efter att ha samlat erfarenheter under sin resor skall han återvända för att tjäna människorna. Rimskij-Korsakovs Sadko hör till en värld hinsides det mänskliga livet, han följer dödens väg, som förunnar honom att återvända. När Volkova följer med Sadko, beträder hon dödens och förgänglighetens stig, för att genom sin förvandling till en flod sedan hjälpa Sadko att återvända till livet och till människoriket. Volkova är en av de mest poetiska kvinnorna i Rimskij-Korsakovs operor. Hennes övergång till det fantastiska och övernaturliga skildras i en musikalisk naturbild, som påminner om den när Fevronija kommer fram till den osynliga staden Kitezj (Legenden om den osynliga staden Kitezj och jungfrun Fevronija).